# Dusona rubator
Dusona rubator là một loài tò vò trong họ Ichneumonidae.